# 辐角原理

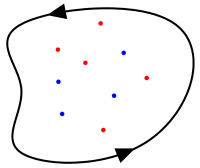
围道 （黑色）， 的零点（蓝色）以及 的极点（红色）。

在复分析中，辐角原理（Argument principle）或称柯西辐角原理（Cauchy's argument principle）说如果 {\displaystyle f(z)} 是在某个围道 {\displaystyle C} 上以及内部一个亚纯函数，且 {\displaystyle f} 在 {\displaystyle C} 上没有零点或极点，则下列公式成立
{\displaystyle \oint _{C}{f'(z) \over f(z)}\,dz=2\pi \mathrm {i} (N-P)}
这里 {\displaystyle N} 与 {\displaystyle P} 分别表示 {\displaystyle f(z)} 在围道 {\displaystyle C} 内部的零点与极点个数，每个零点计重数，极点计阶数。定理的陈述假设围道 {\displaystyle C} 是简单的，即没有自交，以及它是逆时针方向定向的。
更一般地，假设 {\displaystyle C} 是一条曲线，逆时针方向定向，在复平面中一个开集 {\displaystyle \Omega } 中可缩为一点。对每个 {\displaystyle z\in \Omega }，令 {\displaystyle n(C,z)} 是 {\displaystyle C} 绕点 {\displaystyle z} 的卷绕数。则
{\displaystyle \oint _{C}{\frac {f'(z)}{f(z)}}\,dz=2\pi \mathrm {i} \left(\sum _{a}n(C,a)-\sum _{b}n(C,b)\right),}
这里第一个求和对 {\displaystyle f} 所有零点 {\displaystyle a} 进行并计重数，第二个求和在 {\displaystyle f} 的所有极点 {\displaystyle b} 上进行并计重数。

## 证明
设 {\displaystyle z_{N}} 是 {\displaystyle f} 的一个零点。我们可将 {\displaystyle f} 写成 {\displaystyle f(z)=(z-z_{N})^{k}g(z)} 这里 {\displaystyle k} 是零点{\displaystyle z_{N}}的重数，从而
{\displaystyle g(z_{N})\neq 0}。我们有
{\displaystyle f'(z)=k(z-z_{N})^{k-1}g(z)+(z-z_{N})^{k}g'(z)\,\!}
以及
{\displaystyle {f'(z) \over f(z)}={k \over z-z_{N}}+{g'(z) \over g(z)}.}
因  {\displaystyle g(z_{N})\neq 0}， {\displaystyle {\frac {g'(z)}{g(z)}}}在 
{\displaystyle z_{N}} 没有奇点，从而在 {\displaystyle z_{N}} 解析，这意味着 
{\displaystyle {\frac {f'(z)}{f(z)}}} 在 {\displaystyle z_{N}} 的留数是 {\displaystyle k}。
设 {\displaystyle z_{P}} 是 {\displaystyle f} 的一个极点。我们可写成 {\displaystyle f(z)=(z-z_{P})^{-m}h(z)} 这里 {\displaystyle m} 是极点{\displaystyle z_{P}}的阶数，从而
{\displaystyle h(z_{P})\neq 0}。我们有
{\displaystyle f'(z)=-m(z-z_{P})^{-m-1}h(z)+(z-z_{P})^{-m}h'(z)\,\!.}
以及
{\displaystyle {f'(z) \over f(z)}={-m \over z-z_{P}}+{h'(z) \over h(z)}}
因为 {\displaystyle h(z_{P})\neq 0}， {\displaystyle {\frac {h'(z)}{h(z)}}} 在 {\displaystyle z_{P}} 没有奇点，从而在 {\displaystyle z_{P}} 解析。我们发现 
{\displaystyle {\frac {f'(z)}{f(z)}}} 在 {\displaystyle z_{P}} 的留数是 {\displaystyle -m}。
将它们放在一起，{\displaystyle f} 的每个 {\displaystyle k} 重零点 {\displaystyle z_{N}} 产生 
{\displaystyle {\frac {f'(z)}{f(z)}}} 的一个留数为 {\displaystyle k} 的单极点，而 {\displaystyle f} 的每个 {\displaystyle m} 阶极点 {\displaystyle z_{P}} 产生 {\displaystyle {\frac {f'(z)}{f(z)}}} 的一个留数为 {\displaystyle -m} 的单极点（这里一个单极点指一阶极点）。另外，可以证明 {\displaystyle {\frac {f'(z)}{f(z)}}} 没有其它极点，从而没有其它留数。 
由留数定理我们有关于 {\displaystyle C} 的积分是 {\displaystyle 2\pi \mathrm {i} } 与这些留数之和的乘积。总之，每个零点 {\displaystyle z_{N}} 的 {\displaystyle k} 之和是计重数的零点个数，对极点类似，故我们得到了欲证之结论。

## 推论
假设 {\displaystyle C} 是一个以原点为中心的闭围道，通过考虑 {\displaystyle f(z)} 关于 {\displaystyle 0} 的卷绕数可得出一些推论。我们看到 {\displaystyle {\frac {f'(z)}{f(z)}}} 在 {\displaystyle C} 上的积分是 {\displaystyle \log f(z)} 值的变化。因为 {\displaystyle C} 是闭的我们只需考虑 {\displaystyle {\arg f(z)}\cdot \mathrm {i} } 在 {\displaystyle C} 上的变化，它将是 {\displaystyle 2\pi \mathrm {i} } 的某个整数倍（但可能绕原点卷多圈）。但从辐角原理
{\displaystyle \oint _{C}{f'(z) \over f(z)}\,dz=2\pi \mathrm {i} (N-P)}
约去因子 {\displaystyle 2\pi \mathrm {i} }，我们得到
{\displaystyle N-P=I(C,0)}
这里 {\displaystyle I(C,0)} 表示 {\displaystyle f} 在 {\displaystyle C} 上关于 {\displaystyle 0} 的卷绕数，且有{\displaystyle I(C,0)=\sum _{a}n(C,a)}，（这里的求和对 {\displaystyle f} 所有零点 {\displaystyle a} 进行并计重数）。
一个推论是更广泛的定理，在同样的假设下，如果 {\displaystyle g} 是 {\displaystyle \Omega } 中一个解析函数，则
{\displaystyle {\frac {1}{2\pi i}}\oint _{C}g(z){\frac {f'(z)}{f(z)}}\,dz=\sum _{a}n(C,a)g(a)-\sum _{b}n(C,b)g(b).}
例如，如果 {\displaystyle f} 是以一个简单围道 {\displaystyle C} 内部 {\displaystyle z_{1},\dots ,z_{p}} 为零点的多项式，以及{\displaystyle g)z)=z^{k}}，则
{\displaystyle {\frac {1}{2\pi i}}\oint _{C}z^{k}{\frac {f'(z)}{f(z)}}\,dz=z_{1}^{k}+z_{2}^{k}+\dots +z_{p}^{k},}
是 {\displaystyle f} 的根的次方和對稱多項式。
另一个推论是如果我们计算复积分：
{\displaystyle \oint _{C}f(z){g'(z) \over g(z)}\,dz,}
对一个合适的{\displaystyle f}，我们有阿贝尔-普兰纳公式：
{\displaystyle \sum _{n=0}^{\infty }f(n)-\int _{0}^{\infty }f(x)\,dx=f(0)/2+i\int _{0}^{\infty }{\frac {f(it)-f(-it)}{e^{2\pi t}-1}}\,dt,}
这给出了一个离散和式与它的积分之间的关系。

## 历史
按照弗兰克·史密西斯一书（Cauchy and the Creation of Complex Function Theory, Cambridge University Press, 1997）的说法，在奥古斯丁·路易·柯西从法国到都灵（当时皮德蒙特-萨丁尼亚王国的首都）的自我放逐途中，柯西于1831年11月2日提出了和上面类似的一个定理（见177页）。但是根据此书，只提到了零点，没有极点。柯西的这个定理在许多年后的1974年才以手写本发表，故很难阅读。柯西逝世两年前的1855年发表的一篇论文中，零点与极点都讨论了。定理 1 只涉及了零点。柯西1855年论文中的定理 2 说“一个单复变量函数 Z 的对数计量（compteurs logarithmiques，相当于现代教材中的对数留数）等于 Z 与 1/Z 根的个数之差（相当于现代教材中的函数 Z 的零点与极点）。从而现代“辐角原理”可在1855年柯西论文中作为一个定理发现。

### 应用
反馈控制理论的现代书籍中频繁用到辐角原理，将其作为奈奎斯特稳定性判据的理论基础。哈里·奈奎斯特1932年原理的论文（H. Nyquist, "Regeneration theory", Bell System Technical Journal, vol. 11, pp. 126-147, 1932）用一种相当笨拙与原始的方法得出奈奎斯特稳定性判据。在这篇论文中，奈奎斯特完全没有提到柯西的名字。后来，Leroy MacColl (Fundamental theory of servomechanisms, 1945) 与 Hendrik Bode (Network analysis and feedback amplifier design, 1945) 都从辐角原理得到了奈奎斯特稳定性判据。MacColl (Bell Laboratories) 将辐角原理称为柯西定理。这样辐角原理在纯粹数学与控制工程学中都有重大影响。现在，辐角原理可在复分析或控制工程学的现代教材中都可以找到。